# ارنستو گالی
ارنستو گالی (انگلیسی: Ernesto Galli; ۲۵ ژوئیهٔ ۱۹۴۵ – ۲۹ نوامبر ۲۰۲۰) یک بازیکن فوتبال اهل ایتالیا بود.
از باشگاه‌هایی که در آن بازی کرده‌است می‌توان به باشگاه فوتبال برشا، باشگاه فوتبال اسپال، باشگاه فوتبال چزنا، باشگاه فوتبال ویچنزا و باشگاه فوتبال اودینزه اشاره کرد.
وی در ۲۹ نوامبر ۲۰۲۰ بر اثر ابتلا به کرونا درگذشت.